# Wolfgang Hottenrott
Wolfgang Hottenrott (født 13. juni 1940 i Hannover) er en vesttysk tidligere roer og olympisk guldvinder.
Hottenrott roede først toer uden styrmand sammen med Michael Schwan, og de blev vesttyske mestre og vandt EM-sølv i 1964. Ved OL 1964 i Tokyo stillede de op for det fællestyske hold og vandt først deres indledende heat. I finalen var canadierne hurtigst og vandt foran de nederlandske europamestre, mens Hottenrott og Schwan et stykke efter de to første vandt en sikker bronzemedalje.
Året efter vandt de igen det vesttyske mesterskab i toer uden styrmand og var med til at vinde i firer med styrmand. I 1967 var Hottenrott igen med til at vinde to vesttyske mesterskaber, henholdsvis i firer uden styrmand og otter.
Ved OL 1968 i Mexico City stillede han op for Vesttyskland i otteren, der var blandt favoritterne efter at have vundet EM de seneste fire gange (med lidt skiftende besætninger). De vandt da også deres indledende heat ganske sikkert, og i finalen var de igen hurtigst, da de vandt med næsten et sekund foran nummer to, Australien, og Sovjetunionen var yderligere godt et sekund efter på tredjepladsen. De vesttyske guldvindere var foruden Hottenrott Horst Meyer, Dirk Schreyer, Rüdiger Henning, Egbert Hirschfelder, Lutz Ulbricht, Jörg Siebert, Roland Böse (i finalen erstattet af Niko Ott) og styrmand Gunther Tiersch. For guldmedaljen blev otteren udnævnt som årets vesttyske hold.
Hottenrott blev indforskrevet til den vesttyske otter igen til OL 1972 på hjemmebane i München. Men efter de gyldne 1960'ere måtte nøjes med en femteplads ved disse lege.
Efter sin aktive karriere overtog Hottenrott sin fars badeværelsesudstyrsforretning.

## OL-medaljer
- 1968:  Guld i otter
- 1964:  Bronze i toer uden styrmand